# Ämmänsaari (ö i Birkaland, Tammerfors, lat 61,78, long 23,83)
Ämmänsaari är en ö i Finland. Den ligger i sjön Löytänänjärvi och i kommunen Tammerfors i den ekonomiska regionen Tammerfors och landskapet Birkaland, i den södra delen av landet, 190 km norr om huvudstaden Helsingfors. Öns area är 0,7 hektar och dess största längd är 160 meter i nord-sydlig riktning.